# Potamoganos
Potamoganos Sandwith es un género de plantas de la familia Bignoniaceae que tiene una especie de árboles.
Está considerado un sinónimo del género Bignonia L.

## Especies seleccionadas
- Potamoganos microcalyx (G.Mey.) Sandwith